# 2. Basketball-Bundesliga
La 2. Basketball-Bundesliga era la seconda serie tedesca di pallacanestro organizzata dalla Deutscher Basketball Bund e.V..
La prima edizione si svolse nel 1975, e fino al 2007 si divideva in due gironi, Nord e Süd. A partire dal 2008 la 2. Basketball-Bundesliga è stata suddivisa in ProA e ProB, rispettivamente secondo e terzo livello dei campionati. Dal 2011 la ProB è a sua volta diviso in Nord e Süd.
Le due squadre che retrocedono dalla Basketball-Bundesliga (BBL, la massima serie) giocano nella stagione successiva in ProA. Le squadre retrocesse dalla ProA giocano la stagione successiva in ProB.

## Albo d'oro

### Nord
- 1975-1976  Gottinga 1846
- 1976-1977  Schalke 04
- 1977-1978  UBC Münster
- 1978-1979  Amburgo TB
- 1979-1980  BG Hagen
- 1980-1981  DBV Charlottenburg
- 1981-1982  Schalke 04
- 1982-1983  Osnabrück
- 1983-1984  Schalke 04
- 1984-1985  SSV Hagen
- 1985-1986  Eisb. Bremerhaven
- 1986-1987  Oldenburger
- 1987-1988  SSV Hagen
- 1988-1989  MTV Wolfenbüttel
- 1989-1990  TuS Bramsche
- 1990-1991  Braunschweig

- 1991-1992  SVD 49 Dortmund
- 1992-1993  TK Hannover
- 1993-1994  Paderborn
- 1994-1995  Dragons Rhöndorf
- 1995-1996  Telekom Bonn
- 1996-1997  BCJ Amburgo
- 1997-1998  Oldenburger
- 1998-1999  BCJ Amburgo
- 1999-2000  Oldenburger
- 2000-2001  Dragons Rhöndorf
- 2001-2002  BCJ Amburgo
- 2002-2003  Artland Dragons
- 2003-2004  Schwelmer
- 2004-2005  Eisb. Bremerhaven
- 2005-2006  Paderborn
- 2006-2007  BG 74 Gottinga

### Süd
- 1975-1976  Bayreuth
- 1976-1977  Aschaffenburg
- 1977-1978 TV Eppelheim
- 1978-1979  Eintracht Francoforte
- 1979-1980  SpVgg 07 Ludwigsburg
- 1980-1981  Heidelberg
- 1981-1982  Aschaffenburg
- 1982-1983  Heidelberg
- 1983-1984  1. FC 01 Bamberg
- 1984-1985  Langen
- 1985-1986  SpVgg 07 Ludwigsburg
- 1986-1987  Bayern Monaco
- 1987-1988  SSV 1846 Ulma
- 1988-1989  Langen
- 1989-1990  TV Germania Treviri
- 1990-1991  Langen

- 1991-1992  Tigers Tubinga
- 1992-1993  Bayreuth
- 1993-1994  Oberelchingen
- 1994-1995  Renesas Landshut
- 1995-1996  Speyer
- 1996-1997  Friburgo
- 1997-1998  DJK Würzburg
- 1998-1999  TV 1860 Lich
- 1999-2000  Norimberga Bulls
- 2000-2001  Tigers Tubinga
- 2001-2002  BSG Ludwigsburg
- 2002-2003  Karlsruhe
- 2003-2004  Tigers Tubinga
- 2004-2005  Falke Norimberga
- 2005-2006  Ulma
- 2006-2007  Science City Jena